# Rajd 1001 Jezior 1969
2. Rajd 1001 Jezior – 2. edycja Rajdu Kormoran. Był to rajd samochodowy rozgrywany od 18 do 20 kwietnia 1969 roku. Była to pierwsza runda Rajdowych Samochodowych Mistrzostw Polski w roku 1969. Został rozegrany na nawierzchni asfaltowej i szutrowej. Zwycięzcą rajdu został Krzysztof Komornicki.

## Wyniki końcowe rajdu[1][2]
| Miejsce | Kierowca             | Pilot                 | Samochód                  | Czas  | Strata | Grupa Klasa |
| ------- | -------------------- | --------------------- | ------------------------- | ----- | ------ | ----------- |
| 1       | Krzysztof Komornicki | Zygmunt Wiśniowski    | Alpine-Renault A110 1300  | 11:03 | -      | III         |
| 2       | Adam Smorawiński     | Andrzej Zembrzuski    | BMW 1600 TI               | 11:54 | +51    | 5           |
| 3       | Andrzej Komorowski   | Longin Bielak         | Renault 8 Gordini         | 12:06 | +1:03  | 4           |
| 4       | Błażej Krupa         | Piotr Dąbkowski       | Fiat 124 Sport Coupé      | 13:18 | +2:15  | 5           |
| 5       | Ryszard Żyszkowski   | Piotr Mystkowski      | Alfa Romeo Giulia 1600 TI | 14:04 | +3:01  | 5           |
| 6       | Krzysztof Strykier   | Janusz Stawiński      | BMW 2002 Ti               | 14:43 | +3:40  | 6           |
| 7       | Ryszard Nowicki      | Marian Bień           | Renault 8 Gordini         | 15:25 | +4:22  | 4           |
| 8       | Marian Wangrat       | Włodzimierz Markowski | Porsche 912               |       |        | III         |
| 9       | Franciszek Aromiński | Domnik Mydlarski      | Renault 10                | 16:38 | +5:35  | 3           |
| 10      | Kazimierz Jaromin    | Andrzej Nytko         | Zastava 750               | 18:36 | +7:33  | 2           |